# Uzenice
Uzenice [ʊzɛɲɪt͡sɛ] (deutsch Usenitz, früher Groß Usenitz) ist eine Gemeinde in Tschechien. Sie liegt acht Kilometer nordöstlich von Blatná in Südböhmen und gehört zum Okres Strakonice.

## Geographie

### Geographische Lage
Uzenice befindet sich am linksseitig des Baches Uzenický potok an einer Westhanglage im Hügelland Blatenská pahorkatina. Nördlich erhebt sich der Chlumák (548 m), im Osten die Vrše (520 m), südlich der Na Červenkách (500 m) und im Nordwesten die Křikava (520 m). Gegen Süden liegt der Teich Labuť.

### Gemeindegliederung
Für die Gemeinde Uzenice sind keine Ortsteile ausgewiesen.

### Nachbargemeinden
Nachbarorte sind Uzeničky, Drahenice und Draheničky im Norden, Svučice, Mišovice, Minice und Pohoří im Nordosten, Ostrov und Svodbodka im Osten, Chrást, Výšice und Kožlí im Südosten, Nevželice, Myštice, Laciná, Dvořetice und Vahlovice im Süden, Střížovice, Újezd u Skaličan und Chobot im Südwesten, U Frička und Černívsko im Westen sowie Žebrák und Hostišovice im Nordwesten.

## Geschichte
Die erste schriftliche Erwähnung von Uzenice erfolgte 1227 als Besitz des Klosters St. Georg auf der Prager Burg. Später war das Gut zunächst an die Herrschaften Frauenberg bzw. Klingenberg verpfändet, bevor es die Herren von Křikava erwarben und an die Herrschaft Křikava anschlossen. Nach der Zerstörung der Burg Křikava erwarb Tašek von Drahenice zum Ende des 15. Jahrhunderts deren Besitzungen und schlug diese seinem Gut Teutsch-Usenitz zu. Um 1520 erwarb Zdeniek Lev von Rosental dieses Gut und schloss es an die Herrschaft Blatná an. Sein Sohn Adam Lev von Rosental verkaufte das Gut Teutsch-Usenitz 1537 für 1000 Schock Böhmische Groschen an Johann Bieschin von Bieschin. Bei der Erbteilung zwischen dessen Söhnen fiel das Gut Teutsch-Usenitz einschließlich des Kirchpatronats in Černisko 1579 an Zdenko Bieschin von Bieschin. Dessen Sohn Zbynek Georg Bieschin von Bieschin verkaufte Teutsch-Usenitz mit den Dörfern Klein-Usenitz, Groß-Usenitz und Černisko 1617 für 14.000 Meißnische Schock an Wilhelm d. Ä. Wrabsky Tluksa von Wraby, der es seiner Herrschaft Drahenitz zuschlug. Die Wrabsky von Wraby hielten den Besitz bis 1686, danach folgten mehrere Besitzerwechsel. 1795 erwarb der Oberstlandmarschall Johann Prokop Graf Hartmann von Klarstein das Gut Drahenitz von Marie Elisabeth Reichsgräfin von Nostitz-Rieneck, geborene Kolowrat-Krakowsky von Ugezd. Im Jahre 1840 bestand Usenitz, das auch als Groß-Usenitz / Uzenice bzw. Vzenice bezeichnet wurde, aus 28 Häusern mit 255 Einwohnern. Im Dorf gab es ein Wirtshaus. Pfarrort war Černisko. Bis zur Mitte des 19. Jahrhunderts blieb Usenitz der Herrschaft Drahenitz untertänig.
Nach der Aufhebung der Patrimonialherrschaften bildete Uzenice/Groß-Uzenitz ab 1850 eine Gemeinde in der Bezirkshauptmannschaft und dem Gerichtsbezirk Březnitz. Seit 1868 gehörte Uzenice zum Bezirk Blatná. Im Jahre 1870 wurden die Grafen Lobkowicz Besitzer der Güter. Zum Ende des 19. Jahrhunderts wuchs die Einschicht Chobot zu einem Dorf an, zur Uzenicer Flur gehörte Chobot 3. díl / Chobot 3. Anteil.
Im Zuge der Aufhebung des Okres Blatná wurde Uzenice 1960 dem Okres Strakonice zugeordnet. 1964 erfolgte die Eingemeindung von Uzeničky (mit Černívsko). Am 24. November 1990 lösten sich Uzeničky und Černívsko wieder von Uzenice los und bildeten die Gemeinde Uzeničky.

## Kultur und Sehenswürdigkeiten
- Reste der Burg Křikava westlich des Dorfes, sie wurde 1345 erstmals erwähnt und im 15. Jahrhundert zerstört
- Kapelle auf dem Dorfplatz, errichtet zum Ende des 19. Jahrhunderts
- Kapelle an der Straße nach Černívsko
- Barockes Kreuz am Weg nach Chobot, geschaffen im Jahre 1711
- Denkmal für T.G.Masaryk, errichtet 1938 auf dem Dorfplatz. Die Granitstele ist eines der wenigen Masarykdenkmäler, die beide Diktaturen unbeschadet überstand.
- Reithalden von Goldseifen, westlich des Dorfes